# Aseraggodes ramsaii
Aseraggodes ramsaii är en fiskart som först beskrevs av Ogilby, 1889.  Aseraggodes ramsaii ingår i släktet Aseraggodes och familjen tungefiskar. Inga underarter finns listade i Catalogue of Life.